# Heinrich Fresemann
Heinrich Freesemann (ur. 18 października 1914 w Völlenerfehn, zm. 1948) – zbrodniarz nazistowski, członek załogi niemieckiego obozu koncentracyjnego Sachsenhausen i SS-Scharführer.

## Życiorys
Urodził się w Völlenerfehn/Ostfriesland niedaleko Hanoweru. W 1935 wstąpił do Waffen-SS (nr identyfikacyjny 270645), a do NSDAP w 1937. Podczas operacji Barbarossa walczył w ramach 3 Dywizji Pancernej SS. Od listopada 1942 do lipca 1944 należał do personelu Sachsenhausen, gdzie pełnił funkcje instruktora dla nowych strażników i kierownika zakładów Klinkerwerke. Pod jego nadzorem pracowało 3 tysiące więźniów. Fresemann nieustannie bił ich biczem oraz pozbawiał racji żywnościowych. Dziennie w zakładach umierało ponad 20 więźniów. Ci, którzy nie byli dalej w stanie pracować byli selekcjonowani przez Fresemanna i kierowani do innych obozów celem eksterminacji. Transporty te liczyły miesięcznie około 150 osób. 
Heinrich Freesemann został po zakończeniu wojny osądzony przez radziecki Trybunał Wojskowy w Berlinie wraz z innymi członkami personelu Sachsenhausen i skazany na dożywotnie pozbawienie wolności połączone z ciężkimi robotami. Umieszczono go w jednym z obozów w kompleksie łagrów w okolicach Workuty, gdzie zmarł wiosną 1948.